# Sol na Neblina
Sol na Neblina um filme de Werner Schumann.

## Sinopse
Depois de se separar da mulher e sofrer um seqüestro, Pedro tenta uma nova vida no litoral do Sul do Brasil.
Lá ele vai conhecer uma jovem que é vítima da prostituição infantil e tráfico de menores.

## Elenco
- Santos Chagas - Pedro
- Dani Oliveira - Sheila
- Rosana Stavis - Norma
- Ana Paula Taques - Esposa
- Florival Gomes - Policial
- Everton Gonçalves - Marginal 1
- I. Furlan Filho - Marginal 2
- Filúvio Gardel  - Marginal 3
- Claudia Minini - Jussara
- Rossano Gomes - Amigo
- Ana Laura Durigan Filha - 1
- Jennipher S. Hüttener - Filha 2
- Geraldo Pioli - Médico
- Jota Eme - Luizinho
- Fátima Aparecida Paulino - Vendedora
- Alcebíades Alberto Juliani - Louquinho
- Aide Da Cruz Machado - Avó
- Jacir Manoel Faustino - Barreto
- Rosana Rodrigues Pereira - Garçonete
- Katia Francisco Costa - Suzie
- William Rodrigo de Freitas
- Valdecir (Mestre Sapo) - Delegado

## Equipe
- Direção e Produção - Werner Schumann
- Co-Produção - Willy Schumann
- Direção de Fotografia - Rodrigo R. Chaves
- Edição - Benedito Moreira Neto
- Direção de Produção - Carla Pioli
- Produção Executiva
- Werner Schumann
- Willy Schumann
- Monica Drummond

Equipe de Produção
- Marlene B. Seraphim
- Geni Clarindo da Cruz
- Joel de Jesus Ferreira